# Нуриев, Эльнур Эйваз оглы
Эльнур Эйваз оглы Нуриев (азерб. Elnur Eyvaz oğlu Nuriyev) — азербайджанский военнослужащий, сержант. Национальный Герой Азербайджана.

## Биография
Эльнур Нуриев родился 22 августа 1975 года в селе Джахангирбейли Зангеланского района Азербайджанской ССР. Окончил среднюю школу в 1992 году. В 1993 году был призван в армию. Участвовал в Первой карабахской войне. Был направлен в Физулинский район, позже в Тертерский, где отличился, принимая участие в боях за сёла Гапанлы и Сейсулан.
В 1994 году был отправлен в Гянджу. Героически погиб во время подавления мятежа, начавшегося 4 октября.

## Память
Указом президента Азербайджанской Республики № 215 от 5 октября 1994 года Нуриеву Эльнуру Эйваз оглы было присвоено звание Национального Героя Азербайджана (посмертно).
Похоронен Эльнур Нуриев на Аллее Шахидов города Кюрдамир.